# Полгарская культурная общность
Полгарская культурная общность — этнически однородная культурная общность носителей энеолитической Полгарской археологической культуры (4500-3500 гг. до н. э.) на южных склонах и у подножья Восточных Карпат.

## Распространение
Была распространена в Центральной Европе, в Верхнем Потиссье, на южных склонах и у подножья Восточных Карпат, на сопредельных территориях Украины (Закарпатье), Словакии, Венгрии, Румынии (Южный Марамуреш).
Поселения по берегам рек, на холмах.

## Происхождение и развитие, датировка
Возникла путём этнокультурной консолидации носителей Тисской культуры, культуры Винча, дьяковского этапа культуры серой расписной керамики, буковогорской группы и группы Сельмег. На материале Закарпатья выделяются последовательные Берегово-Дрысинский, Чичаринско-Чесголом-Оборинский и поздний (с тисаполгарскими, бодрогкерестурскими и лежнянскими компонентами) этапы. Синхронизирована полгарскими экспортами с этапами B и частично A, C Трипольской культуры: V-начало IV тыс. до н. э., по другим данным радиоуглеродного анализа — 4500-3500 гг. до н. э.

## Поселения
Поселения по берегам рек, на холмах; число обнаруженных поселений наименьшее из энеолитических культур Украины. Жилища — землянки и полуземлянки (<=15×<=5 м): плетёный из лозы каркас, обмазанный глиной, с открытыми очагами, иногда с глинобитными печами.
Захоронения вблизи поселений (скорченное на боку трупоположение) с неожиданно богатым инвентарём (медные и золотые украшения, на одежде золотые бляшки, иногда в виде человеческой фигурки, посуда, орудия труда); на позднем этапе появляется кремация.

## Материальная культура
Преобладают находки керамики: лепная, со множеством декоративных ушек, кухонная и столовая разнообразной формы: кувшины с продолговатыми шейками, горшки с крышками, миски, кубки, чашки, фруктовницы с отверстиями в поддоне, кубки, чашки, ложки. Часть керамики раннего этапа расписная. Глиняные прясла, женские фигурки. Шлифованные каменные топоры и долота, иногда медные (медь большей частью шла на изготовление украшений: бус, перстней, браслетов). Найдены обсидиановые орудия труда. Широкий обмен (кремний для изготовления орудий труда получали в обмен на керамику) с трипольцами Волыни и Приднестровья.